# Chats perchés
Pour l’article ayant un titre homophone, voir Chat perché.
Chats perchés est un téléfilm français réalisé par Chris Marker en 2004.

## Fiche technique
- Réalisation, scénario et photo : Chris Marker
- Musique : Michel Krasna
- Durée : 59 min.
- Arte Vidéo
- Diffusion : 5 décembre 2004

## Distribution
Les personnalités suivantes interviennent, apparaissent ou sont citées.
- M. Chat
- Lionel Jospin
- Jean-Pierre Raffarin
- Jacques Chirac
- Jean-Marie Le Pen
- Robert Hue
- Arlette Laguiller
- Noël Mamère
- Pierre Lellouche
- George W. Bush
- José Bové
- Léon Schwartzenberg
- Patrick Poivre d'Arvor
- Bertrand Cantat
- Dieudonné
- Guillaume-en-Égypte